# Paulhac-en-Margeride
Paulhac-en-Margeride is een gemeente in het Franse departement Lozère (regio Occitanie) en telt 107 inwoners (2009). De plaats maakt deel uit van het arrondissement Mende.

## Geografie
De oppervlakte van Paulhac-en-Margeride bedraagt 15,9 km², de bevolkingsdichtheid is dus 6,7 inwoners per km².
De onderstaande kaart toont de ligging van Paulhac-en-Margeride met de belangrijkste infrastructuur en aangrenzende gemeenten.

## Demografie
Onderstaande figuur toont het verloop van het inwonertal (bron: INSEE-tellingen).